# Déportation des Talyches
 (décembre 2024).
La mise en forme du texte ne suit pas les recommandations de Wikipédia : il faut le « wikifier ».
Les points d'amélioration suivants sont les cas les plus fréquents :
- Les titres sont pré-formatés par le logiciel. Ils ne sont ni en capitales, ni en gras.
- Le texte ne doit pas être écrit en capitales (les noms de famille non plus), ni en gras, ni en italique, ni en « petit »…
- Le gras n'est utilisé que pour surligner le titre de l'article dans l'introduction, une seule fois.
- L'italique est rarement utilisé : mots en langue étrangère, titres d'œuvres, noms de bateaux, etc.
- Les citations ne sont pas en italique mais en corps de texte normal. Elles sont entourées par des guillemets français : « et ».
- Les listes à puces sont à éviter, des paragraphes rédigés étant largement préférés. Les tableaux sont à réserver à la présentation de données structurées (résultats, etc.).
- Les appels de note de bas de page (petits chiffres en exposant, introduits par l'outil «  Source ») sont à placer entre la fin de phrase et le point final[comme ça].
- Les liens internes (vers d'autres articles de Wikipédia) sont à choisir avec parcimonie. Créez des liens vers des articles approfondissant le sujet. Les termes génériques sans rapport avec le sujet sont à éviter, ainsi que les répétitions de liens vers un même terme.
- Les liens externes sont à placer uniquement dans une section « Liens externes », à la fin de l'article. Ces liens sont à choisir avec parcimonie suivant les règles définies. Si un lien sert de source à l'article, son insertion dans le texte est à faire par les notes de bas de page.
- La présentation des références doit suivre les conventions bibliographiques. Il est recommandé d'utiliser les modèles {{Ouvrage}}, {{Chapitre}}, {{Article}}, {{Lien web}} et/ou {{Bibliographie}}. Le mode d'édition visuel peut mettre en forme automatiquement les références.
- Insérer une infobox (cadre d'informations à droite) n'est pas obligatoire pour parachever la mise en page.

Pour une aide détaillée, merci de consulter Aide:Wikification.
Si vous pensez que ces points ont été résolus, vous pouvez retirer ce bandeau et améliorer la mise en forme d'un autre article.
La déportation des Talichs est une opération de déportation menée par Staline dans le but de purifier ethniquement la population Talich des régions frontalières avec l'Iran, ainsi que de modifier la composition ethnique de certaines régions,,. Elle a été menée en Asie centrale et dans la zone de Koura-Araks de la RSS d'Azerbaïdjan.

## Préhistoire
En 1936, une nouvelle Constitution de l'URSS fut adoptée et la République socialiste fédérative soviétique de Transcaucasie fut liquidée, et l'attitude envers les peuples changea ; une période d'introduction d'une politique d'assimilation de nombreuses minorités nationales en faveur du peuple titulaire et l'interdiction de leur ethnonyme commença.
Après le plénum du Comité central, tenu le 6 juin 1937, à la veille du XIIIe Congrès du Parti communiste d'Azerbaïdjan, où le contenu du prochain rapport du Comité central au Congrès a été discuté, la question de la purification de la langue azerbaïdjanaise des couches persanes, arabes et ottomanes a été soulevée, entre autres. L'un des participants à la discussion a parlé de la nécessité de « purifier la langue tat ». Ce à quoi Mirjafar Bagirov a répondu : « Je pense qu'il est temps de passer des langues tat, kurde et talysh à la langue azerbaïdjanaise. Le Commissariat du peuple à l'éducation doit prendre l'initiative, ce sont tous des Azerbaïdjanais ».
Après ce plénum, il a été décidé d'abandonner l'enseignement dans d'autres langues et de passer à la langue azerbaïdjanaise, les écoles en langue talysh ont été fermées, les périodiques ont été supprimés et les scientifiques et personnalités publiques talysh (Ahmedzade Z., Nasirli M., Mirsalaev B. et autres) ont été soumis à la répression.

## Déportation de 1938
Les répressions contre les Talichs ne touchèrent pas seulement l'intelligentsia, mais aussi la population en général,. Dans un télégramme de janvier 1938, le commissaire du peuple aux affaires intérieures de l'URSS N. Iejov adressa une demande au commissaire adjoint du peuple aux affaires intérieures de la RSS d'Azerbaïdjan T. Borshchev de nettoyer immédiatement les districts iraniens de Bakou et de Kirovabad. Il fallait arrêter les Iraniens qui n'avaient pas de passeport soviétique ou iranien, principalement ceux impliqués dans des activités antisoviétiques, mener des interrogatoires à grande échelle pour identifier les complices et, après une décision de justice, les expulser avec leurs familles soit en Iran, soit dans des endroits spécialement désignés en URSS,.
Dans son mémorandum de 1931 sur le travail parmi les minorités nationales d'Azerbaïdjan, Alimadatov s'est intéressé aux questions frontalières et à l'influence iranienne dans les régions talych. Il convient de noter que leur mode de vie est plus proche de celui de l'Iran que du reste de l'Azerbaïdjan et que les Talych soviétiques entretiennent des liens de parenté étroits avec les Talych d'Iran. Alimadatov conclut que la sensibilité aux caractéristiques des régions frontalières habitées par des « petits » culturellement en retard exige une attention immédiate au développement culturel et nécessaire du peuple talych.
En conséquence, un certain nombre de Talych ethniques des régions d'Astara, Lankaran, Lerik et Yardimli ont été déportés dans les déserts du Kazakhstan et de l'Azerbaïdjan, bien que leur appartenance ethnique ne soit pas mentionnée dans les documents officiels. Comme le dit Christa Goff, les Talysh ont été déportés à cette époque soit parce qu'ils étaient inclus dans l'environnement iranien, c'est-à-dire appelés « Iraniens », soit parce qu'ils vivaient le long de la frontière iranienne en Azerbaïdjan soviétique. Peter Kokaisl rapporte que le nombre exact de Talysh déportés reste difficile à déterminer, car les documents et les registres accessibles au public font référence aux « Iraniens » ou aux « Kurdes », ce qui est essentiellement une identification erronée.
Certains responsables ont décidé que la meilleure façon de dissiper les inquiétudes concernant l’instabilité des frontières et la méfiance des habitants était d’expulser physiquement de ces zones les personnes considérées comme peu fiables. Certains Talysh ont été déportés vers l’Asie centrale, tandis que d’autres ont été contraints d’abandonner leurs villages et de s’installer dans des villes comme Astara et Lenkoran, où ils pourraient sans doute être mieux surveillés.
Après s'être appuyé sur le document de janvier 1938, dans une lettre adressée au président du Conseil des commissaires du peuple V. Molotov, avec les signatures du commissaire du peuple aux affaires intérieures N. Yezhov et du chef du département de la sécurité d'État de l'URSS L. Beria, datée du 24 septembre 1938, il est indiqué : « Par décision du Politburo du 19 janvier 1938 (Protocole no 56/308), le NKVD de l'URSS a été proposé de réinstaller au Kazakhstan tous les Iraniens vivant dans les régions frontalières de l'Azerbaïdjan et qui avaient obtenu la citoyenneté soviétique dans un délai d'un mois. Cette décision n'a pas été mise en œuvre en temps voulu.
Actuellement, 2 000 familles (6 000 personnes) d'Iraniens qui avaient obtenu la citoyenneté soviétique ont été enregistrées et préparées pour la réinstallation au Kazakhstan. Leur réinstallation devait commencer le 15 octobre 1938. Nous présentons un projet de résolution du Conseil des commissaires du peuple de l'URSS sur la procédure de réinstallation et les dispositions économiques pour les Iraniens. » Le 8 octobre 1938, le Conseil des commissaires du peuple de l'URSS a adopté la résolution no 1084-269-ss « Sur la réinstallation des Iraniens des régions frontalières de la RSS d'Azerbaïdjan vers la RSS du Kazakhstan », définissant les aspects juridiques, financiers, techniques et économiques de cette déportation. Seuls 3,4 millions de roubles ont été alloués à la mise en œuvre de ces mesures. Le Conseil des commissaires du peuple de la RSS du Kazakhstan a été chargé de construire 1 000 maisons de deux appartements pour accueillir les migrants au cours de la période 1938-1939. Dans le même temps, les migrants étaient tenus d'utiliser leurs propres ressources pour la construction et la préparation des matériaux de construction.
Le 6 novembre 1938, le Conseil des commissaires du peuple et le Comité central du Parti communiste (bolcheviks) du Kazakhstan ont détaillé les mesures à prendre contre les colons et ont déterminé les lieux de résidence des déportés dans les régions d'Alma-Ata et du Kazakhstan méridional. La résolution demandait aux dirigeants des régions et des districts d'assurer la livraison des familles des colons iraniens aux endroits désignés dans les 12 heures suivant leur arrivée au Kazakhstan. Les travaux de réparation dans les maisons spécialement préparées pour eux devaient être terminés dans les quatre jours. Chaque famille devait recevoir 1 600 roubles pour qu'elle puisse rapidement mettre de l'ordre dans ses conditions de vie. Dans les cinq jours, des travaux devaient être organisés pour fournir aux Iraniens des produits à base de farine et de la nourriture pour leur bétail. Le ministère de l'Éducation était chargé de procéder à un enregistrement précis des enfants des colons en âge scolaire et de créer les conditions de leur éducation dans les écoles locales. S'il y avait des enseignants parmi les colons, ils devaient être immédiatement embauchés, quelle que soit leur connaissance du kazakh ou du russe, et bénéficier de cours de recyclage avec maintien de l'intégralité de leur salaire,. Les Talysh furent réinstallés dans 12 régions du Kazakhstan.

## Déportations de 1939 à 1953
De 1939 à 1953, afin d'assurer la sécurité de la zone de 800 mètres près de la frontière avec l'Iran, des déportations de Talysh ont été menées dans la région de Yardimli, en RSS d'Azerbaïdjan. Les habitants des villages de Tezekend, Sibroni, Alili et Abily ont été déportés vers la région de Pouchkine (aujourd'hui Bilasuvar) en RSS d'Azerbaïdjan. L'un des migrants forcés se souvient: « Il vaudrait mieux ne jamais vivre assez longtemps pour voir le jour où Staline a décidé de notre sort. Je me souviens d’un jour où ils sont venus nous chercher à notre village. C’était comme un mauvais rêve. Ils nous ont tous emmenés dans le district de Bilasuvar, qui était à l’époque le district de Pouchkine. C’était comme un déracinement, comme si notre cœur était déchiré. Nous nous sentions perdus dans notre nouvel environnement. Ce que nous considérions comme notre foyer n’était plus qu’un lointain souvenir. » Après le voyage de Mir Jafar Bagirov dans la région de Vargheduz (à partir du 19 juillet 1938, la région devient Yardimli) à l'été 1937, le Comité central du Parti communiste d'Azerbaïdjan adopte le 1er août 1937 la résolution no 14/2 sur la réinstallation des résidents de toutes les zones résidentielles situées à moins de 500 mètres de la frontière iranienne.

## Source
1. ↑  Goff Krista A. Nested Nationalism. Making and Unmaking Nations in the Soviet Caucasus. — Cornell University Press. — 2020. — p.173-174. — P. 319. « Talyshes also experienced waves of involuntary resettlement as state authorities sought to clear borderland areas of supposedly undesirable or untrustworthy persons. In the latter half of the 1930s, some Talyshes living along the border were deported from the republic or forcibly moved into cities. Later, in the early 1950s, thousands of people in this area, mostly Talyshes, were involuntarily resettled to the Kura-Araks region of the AzSSR. »
2. 1 2  Petr Kokaisl. The Evolution of Talysh Ethnic Identity: From Soviet Manipulation to Contemporary Reality (англ.). — Prague: Czech University of Life Sciences Prague, 2024. — P. 9-13. « In 1937, the first forced deportations of the Talysh population to Central Asia took place. »
3. ↑  Haroutioun Khatchadourian, Igor Dorfmann-Lazarev. Monuments and Identities in the Caucasus: Karabagh, Nakhichevan and Azerbaijan in Contemporary Geopolitical Conflict, 2023, Brill, — 429 p. — P. 584. « As in numerous other regions of the USSR between the 30s and the 50s, deportation of populations (e.g., Kurd and Talysh) was also perpetrated in border regions of Azerbaijan. »
4. 1 2 3 4 5 6  Алиев Д.А. Идентификационные аспекты депортации талышей в историческом контексте. // «Молодой учёный» : журнал. — 2024. — Апрель (no 16 (515)). — С. 287-291. —  (ISSN 2072-0297).
5. ↑  Исмаилов Эльдар. История «большого террора» в Азербайджане. — Политическая энциклопедия. — Москва, 2015. — С. С. 155-156. — 239 с. —  (ISBN 978-5-8243-1943-9).
6. ↑  Отв. ред.: Н.Н. Дьяков, А.С. Матвеев. XXXe Международный конгресс по источниковедению и историографии стран Азии и Африки: К 150-летию академика В.В. Бартольда (1869-1930).. — Санкт-Петербург: Студия "НП-Принт", 2019. — Т. 1. — С. 63—64. — 528 с. —  (ISBN 978-5-901724-94-1).
7. ↑  Сулейменова Э.Д. К осмыслению вероятности варианта русского языка в Казахстане // Slavica Helsingiensia 40. Хельсинки. — 2010. — С. 252-265.
8. ↑  Haroutioun Khatchadourian, Igor Dorfmann-Lazarev. Monuments and Identities in the Caucasus: Karabagh, Nakhichevan and Azerbaijan in Contemporary Geopolitical Conflict, 2023, Brill, — 429 p. — P. 584.

Less than three years separated Stalins speech at the Seventeenth Congress of the Party (quoted above) from the deportations, between 1935 and 1938, Talysh, Poles, Germans, Latvians, Finns, Greeks, Estonians, Rumanians, Koreans and Kurds - the first in a series of deportations of compect ethnic groups over the xpanses of the USSR.
9. ↑  Абосзода Ф.Ф. Сколько нас - талышей? // Caucaso-Caspica -II-III. — 2018. — С. 157-189.
10. 1 2  Goff Krista A. Nested Nationalism. Making and Unmaking Nations in the Soviet Caucasus. — Cornell University Press. — 2020. — p.48-49. — P. 319.
11. ↑  Goff Krista A. Nested Nationalism. Making and Unmaking Nations in the Soviet Caucasus. — Cornell University Press. — 2020. — p.135. — P. 319.
12. ↑  Petr Kokaisl. The Evolution of Talysh Ethnic Identity: From Soviet Manipulation to Contemporary Reality (англ.). — Prague: Czech University of Life Sciences Prague, 2024. — P. 9-13.
13. ↑  Председателю Совета Народных Комиссаров В.М. Молотову. 24 сентября 1938 г. Электронная библиотека исторических документов.
14. ↑  Постановление Совета Народных Комиссаров. О переселении иранцев из пограничных районов Азербайджанской ССР в Казахскую ССР. 8 октября 1938 г. Электронная библиотека исторических документов.
15. 1 2  Фахраддин Абосзода, Кахин Мирзализода. Будет ли реабилитирован талышский народ в Российской Федерации?.
16. ↑  Постановление Совета Народных Комиссаров Казахской ССР и ЦК КП(б) Казахстана. О приеме и расселении 2000 хозяйств переселенцев-иранцев. г. Алма-Ата. 6 ноября 1938 г. Электронная библиотека исторических документов..
17. ↑  Rayon haqqında | Azərbaycan Respublikası Yardımlı Rayon İcra Hakimiyyəti.